# Hermann Henselmann, Architekt, Jahrgang 1905
Hermann Henselmann, Architekt, Jahrgang 1905 ist ein Dokumentarfilm des DEFA-Studios für Dokumentarfilme von Gunther Scholz aus dem Jahr 1986.

## Handlung
Gunther Scholz dreht den Film zum 80. Geburtstag des Architekten Hermann Henselmann. Die Dreharbeiten fallen in eine Zeit, in der dieser sich mitten im Umzug in die Berliner Innenstadt befindet. Er weiß, dass man ab einem gewissen Alter die Arbeiten in einem kleinen Einfamilienhaus nicht mehr selbst bewältigen kann. Auch ist ihm klar, dass es bei Ableben eines der Ehepartner, für den verbleibenden erst recht schwierig wird. Ein Leben im Zentrum der Stadt vereinfacht vieles und macht das Leben angenehmer.
Hermann Henselmann erzählt viel und scheinbar ungehemmt über sein Leben, über seine Anfänge, die realisierten Bauten, die nicht angenommenen Projekte, die Ehrungen sowie über Freunde, Bekannte und die Genossen der Partei und Staatsführung. Man könnte jede seiner Äußerungen als Zitat herausstellen und wiedergeben. So gibt er zum Beispiel die Geschichte zum Besten, wie er bis in den frühen Morgen bei Bertolt Brecht sitzt und von ihm viel lernen kann. Manfred Wekwerth bezeichnet ihn als den letzten Duz-Freund Brechts, was auch so stimmen soll.

## Produktion
Hermann Henselmann, Architekt, Jahrgang 1905 wurde von der Künstlerischen Arbeitsgruppe: defa kinobox als Schwarzweißfilm und zum Teil auf ORWO-Color gedreht. Die erste nachweisbare Aufführung erfolgte am 13. März 1986 in der Reihe Angebote im Berliner Kino Babylon.
Die Texte stammen von Heinz Kahlau.

## Kritik
H.U. meint in der Neuen Zeit, dass es beeindruckend ist, wie Hermann Henselmann frei von der Leber weg losplaudert. Er gibt sich ganz unbekümmert subjektiv, so als ob Kamera und Mikrofon gar nicht dabei wären.